# ファーカー・マギリヴリー・ノウルズ
ファーカー・マギリヴリー・ノウルズ（Farquhar McGillivray Knowles RCA、1859年5月22日 – 1932年4月9日）はカナダの画家である。港や海岸を描いた風景画で知られる。

## 略歴
オンタリオ州ウェリントン郡のEloraでスコットランド系の移民の息子に生まれた。ゲルフの学校で学んだ後、アイルランド海兵隊(Royal Hibernian Marine)の軍人であった祖父の影響で、1877年ころアメリカの陸軍士官学校に進んだ。4年次になって重大な事故を経験し、軍人となることを止めた。
ニューヨークに移り、写真の修整する仕事につき、ニューヨークの美術学校でも学んだ。カナダに戻り、トロントの写真家、ウィリアム・ノットマンとジョン・アーサー・フレーザーのスタジオで働き、裕福な顧客の肖像写真に手彩色する仕事などをした。スタジオの経営者の一人、フレーザーは水彩画家としても知られていて、ノウルズはフレーザーから水彩画を学んだ。
1885年にはヨーロッパに渡り、イギリスやフランスで学んだ。結婚したが1887年に妻は亡くなった。1889年に王立カナダ美術アカデミー(Royal Canadian Academy of Arts)の準会員に選ばれ、1890年にノウルズが絵を教えたエリザベス・アニー・ビーチと再婚した。新しい妻はカナダの有名な画家、ベル＝スミス(Frederic Marlett Bell-Smith)の姪であった。1891年に夫妻でヨーロッパに渡り、イギリスで2年間、フーベルト・フォン・ヘルコマーに学び、パリで4年間、ジャン＝ジョセフ・バンジャマン＝コンスタン、ジャン＝ポール・ローランス、アンリ・ジェルヴェ(Henri Gervais)らに学んだ。
夫妻はカナダに帰国すると、トロントにスタジオを開き、美術学校を開いた。多くのトロントの芸術家は夫妻のスタジオに集まるようになり、裕福な顧客の邸の装飾画も描いた。1916年にはニューヨークの港に停泊したヨットで暮らし、港の風景を描いた。その後、トロントで暮らしたりニューヨークで暮らしながら、王立カナダ美術アカデミーの定期展覧会に出展した。
油彩や水彩で描いた海岸の風景画で人気があった。

## 作品

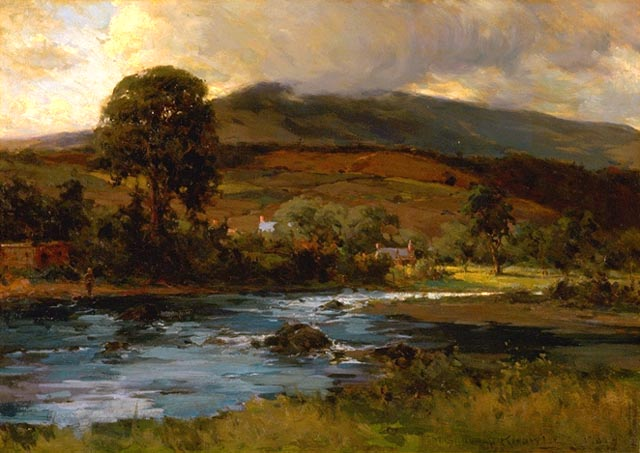
"Beaupré" カナダ国立美術館蔵
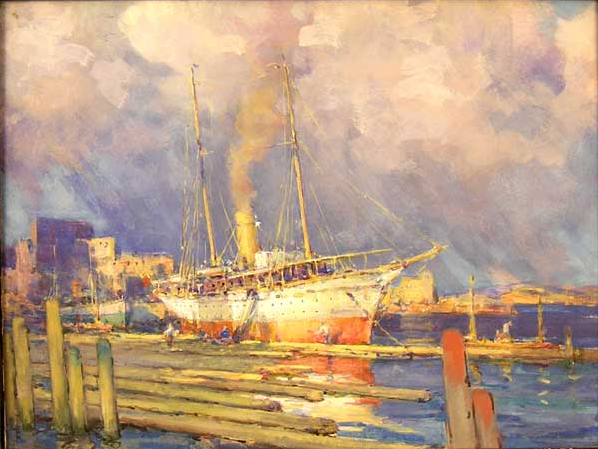
"Getting Up Steam"
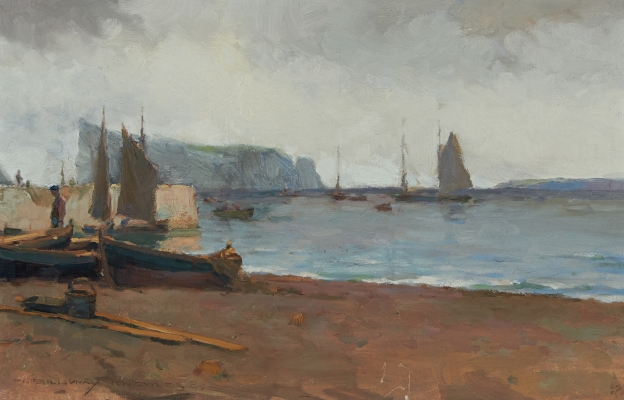
"Percé, Quebec"